# روبرت لوكاس
روبرت لوكاس (بالإنجليزية: Robert Lucas) هو سياسي أمريكي، ولد في 1 أبريل 1781 في شبردزتاون في الولايات المتحدة، وتوفي في 7 فبراير 1853 في آيوا سيتي في الولايات المتحدة. حزبياً، نشط في الحزب الديمقراطي. وقد انتخب Governor of the Territory of Iowa ‏ (15 أغسطس 1838 – 13 مايو 1841) وانتخب حاكم ولاية أوهايو ‏ (7 ديسمبر 1832 – 12 ديسمبر 1836) وانتخب عضو مجلس نواب أوهايو.